# Torre SOCAR
La torre SOCAR és l'edifici més alt del Caucas i està construït a Bakú, Azerbaidjan. És la seu de la SOCAR (State Oil Company of Azerbaijan Republic). La construcció va començar el 2011 i va finalitzar el 2015.
Ha estat dissenyat per Heerim Architects de Corea del Sud, el projecte està format per dues torres que s'aixequen serpentejant cap al cel. Corbant-se entre si, la torre aparentment més curta gairebé sembla que el seu cap descansa en el pit de la torre més alta. El pic de la torre més alta està lleugerament inclinat sobre ella d'una manera confiada i tranquil·litzadora. La torre té 198,6 metres d'alçada, 40 plantes sobre el terra i 2 a sota, cobrint una superfície de 12.000 metres quadrats i amb 100.042 metres quadrats de superfície d'ús. La seu principal allotjarà principalment oficines, però també tindrà instal·lacions esportives i per a conferències, habitatges per a convidats, locals comercials i punts de venda d'aliments.
El disseny de l'edifici es un sistema compost per construcció d'acer amb murs de formigó armat. L'edifici està dissenyat per a resistir velocitats del vent de 190 quilòmetres per hora i terratrèmols de magnitud de nou a l'escala de Richter.
L'edifici, dissenyat per South Korean Heerim Architects & Planners Co. Ltd, basat en el concepte de "vent i foc", va ser construït per Turkish Tekfen Construction and Installation Co. Inc.
El mur cortina va ser subministrat per Permasteelisa Group.